# Купичівська волость
Купичівська волость — історична адміністративно-територіальна одиниця Володимир-Волинського повіту Волинської губернії Російської імперії. Волосний центр — колонія Купичів. Наприкінці ХІХ ст. волость було ліквідовано, поселення приєднано до Новодвірської волості.
Станом на 1885 рік складалася з 2 поселень, 2 сільських громад. Населення — 1078 осіб (552 чоловічої статі та 526 — жіночої), 177 дворових господарств.
|                     | Площа, десятин | У тому числі орної, дес. |
| ------------------- | -------------- | ------------------------ |
| Сільських громад    | 3666           | 493                      |
| Приватної власності | 282            | 93                       |
| Казенної власності  | —              | —                        |
| Іншої власності     | —              | —                        |
| Загалом             | 3948           | 586                      |

Основні поселення волості:
- Купичів — чеська колонія, 762 особи, 143 двори, православна церква, школа, 2 постоялих будинки, 3 лавки, ярмарок, паровий млин, водяний млин, пивоварний завод.

## Під владою Польщі
18 березня 1921 року Західна Волинь окупована Польщею. Волості було перетворено на ґміни, відповідно, адміністративна одиниця отримала назву ґміна Купічув. Волость входила до Ковельського повіту Волинського воєводства. 
Польською окупаційною владою на території ґміни інтенсивно велася державна програма будівництва польських колоній і заселення поляками. На 1936 рік ґміна складалася з 29 громад:
1. Адамівка — колонія: Адамівка;
2. Олександрівка-Голендри — колонія: Олександрівка-Голендри;
3. Антонівка — колонія: Антонівка;
4. Берестова — колонія: Берестова;
5. Буди — колонія: Буди;
6. Чорніїв — село: Чорніїв;
7. Дожва — село: Дожва;
8. Янів-Каролінка — колонії: Янів і Каролінка;
9. Купичів Чеський — село: Купичів Чеський;
10. Купичів — село: Купичів;
11. Лежахів — колонія: Лежахів;
12. Ловищі-Будки — село: Ловищі, колонії: Будки й Попелівка;
13. Медиків — колонія: Медиків;
14. Мирославівка-Попелівка — колонії: Мирославівка і Попелівка;
15. Мочулки — село: Мочулки;
16. Моквичі — село: Моквичі;
17. Новий Двір — село: Новий Двір;
18. Нири — село: Нири;
19. Осекрів — село: Осекрів;
20. Осьмиговичі — село: Осьмиговичі та колонія: Острів;
21. Озеряни — село: Озеряни;
22. Озеряни — містечко: Озеряни;
23. Пересіка — колонія: Пересіка;
24. Серкізів — село: Серкізів;
25. Сенявка — село: Сенявка та колонія: Олександрівка;
26. Сушибаба — село: Сушибаба;
27. Свинарин — село: Свинарин;
28. Щитники-Липа — колонії: Щитники-Липа і Станіславівка;
29. Волосівка — село: Волосівка.

Після радянської анексії західноукраїнських земель ґміна ліквідована у зв'язку з утворенням районів.